# Rudolf Carl Georg Lehbert
Rudolf Carl Georg Lehbert (12 janvier 1858-16 mars 1928) est un botaniste germano-balte qui est le pharmacien de la Raeapteek de Tallinn, en Estonie.

## Biographie
Rudolf est le fils de Piers Rudolph Lehrbert (1820–1888) originaire de Valmiera, au nord de la Lettonie. Celui-ci commence sa carrière en 1853 sous Burchart IX, propriétaire de la Raeapteek et héritier d'une ancienne dynastie de médecin-pharmacien. De santé fragile, Burchart IX délaisse les affaires et la pharmacie est en déclin. Il ne faut toutefois que quelques décennies à l'habile gestionnaire, économe, sage et actif, pour remettre la Raeapteek sur le chemin de la prospérité. Il apporte d'importantes modifications intérieures ainsi qu'une méthode de travail moderne. Ce "grand homme" fut une aide précieuse pour la Raeapteek. Rudolf reprend la gestion de la pharmacie à la mort de son père en 1888. Burchart X, également de faible constitution, laisse les affaires en ses mains.
Rudolf Lehbert étudie à l'Université de Tartu dont il sort diplômé en 1883 comme technicien et pharmacien. Il travaille alors à la Raeapteek dirigée par son père. Tout comme son père, Rudolf a l'esprit d'innovation et d'entreprise. Il commence en 1908 la production d'un additif de fer, appelé Ferratol, qui marque le début de la pharmacie industrielle en Estonie. Quelques années après la mort de Burchart X, sa femme revend la pharmacie à Rudolf Lehbert en 1911.
Rudolph Lehbert était un féru de la botanique, en particulier de la famille de Bent Reed. Son herbier se trouve actuellement au Musée estonien d'Histoire Naturelle. Il était également intéressé par la généalogie et la photographie. Il est à l'origine de la Société de Musique de Chambre de Tallinn et était membre honoraire de l'Association Estonienne des Chœurs Masculins.  

## Sources, liens externes
- Gustavson. H., Tallinna vanadest apteekidest. Tallinn 1972 sur raeapteek.ee
- Notices d'autorité :   - VIAF
  - ISNI
  - GND
  - NUKAT
- Ressource relative à la recherche :   - Harvard University Herbaria & Libraries
- Notice dans un dictionnaire ou une encyclopédie généraliste :   - Deutsche Biographie